# تامشكط
تامشكط هي بلدة وبلدية في ولاية الحوض الغربي في موريتانيا.
```
العقيد محمد محمود ولد الديه الهاشمي القلاوى
```